# Municipio de Norwich (condado de Huron)
El municipio de Norwich (en inglés: Norwich Township) es un municipio ubicado en el condado de Huron en el estado estadounidense de Ohio. En el año 2010 tenía una población de 1070 habitantes y una densidad poblacional de 15,93 personas por km².

## Geografía
El municipio de Norwich se encuentra ubicado en las coordenadas 41°6′22″N 82°47′6″O / 41.10611, -82.78500. Según la Oficina del Censo de los Estados Unidos, el municipio tiene una superficie total de 67.18 km², de la cual 67,01 km² corresponden a tierra firme y (0,26 %) 0,17 km² es agua.

## Demografía
Según el censo de 2010, había 1070 personas residiendo en el municipio de Norwich. La densidad de población era de 15,93 hab./km². De los 1070 habitantes, el municipio de Norwich estaba compuesto por el 98,04 % blancos, el 0,56 % eran afroamericanos, el 0,28 % eran asiáticos, el 0,28 % eran de otras razas y el 0,84 % eran de una mezcla de razas. Del total de la población el 2,62 % eran hispanos o latinos de cualquier raza.